# Vid Betlehem en vinternatt
Vid Betlehem en vinternatt är en engelsk julsång (carol), troligtvis från 1700-talet,  Ordet Noel kommer från franskans ord  Noël som betyder "Jul", från latinets ord natalis ("födelse").
I nuvarande form anses den komma från Cornwall, och publicerades första gången i Christmas Carols Ancient and Modern (1823) och Gilbert and Sandys Christmas Carols (1833), vilka båda gavs ut av William B. Sandys och arrangerades, utgavs och försågs med utökad text av Davies Gilbert. I dag framförs den ofta i ett fyrdelat hymnarrangemang av den engelska kompositören John Stainer, fört publicerad i hans Christmas Carols, New and Old 1871.
Melodin utmärker sig bland engelska folkmelodier i att en musikalisk fras upprepas två gånger, följd av en variant av denna fras. Alla tre fraser slutar i tredje skalan. Refrängen upprepar, ovanligt nog, versens melodi. Den antas komma från en tidigare melodi sjungen i ett kyrkogalleri "The First O Well"; en förmodad rekonstruktion av hans tidigare version kan hittas i New Oxford Book of Carols..
Sången överfördes till svenska av Eva Norberg 1974. I första strofen beskriver den julnattens änglahälsning till herdarna på marken - som också blir omkvädet i alla sex stroferna - men i fortsättningen är sången en beskrivning av de vise männens resa i den berömda stjärnans ljus. Sången passar alltså särskilt bra i trettondedagstider. Näst Gå, Sion, din konung att möta är detta den psalm som innehåller flest "Var glad", hela 24 gånger.
Melodin (C-dur, 3/4) är engelsk från 1833.
Den engelska originaltiteln är "The First Nowell".

## Publicerad i
- Den svenska psalmboken 1986, 1986 års Cecilia-psalmbok, Psalmer och Sånger 1987, Segertoner 1988 och Frälsningsarméns sångbok 1990 som nr 128 under rubriken "Jul".
- Finlandssvenska psalmboken 1986 som nr 48 under rubriken "Trettondagen".

Den här artikeln är helt eller delvis baserad på material från engelskspråkiga Wikipedia.